# Dolní Marklovice
Dolní Marklovice (polsky Marklowice Dolne, německy Nieder Marklowitz) jsou část obce Petrovice u Karviné v okrese Karviná. Nachází se na severovýchodě Petrovic u Karviné. V roce 2011 zde bylo evidováno 1249 adres.
Dolní Marklovice je také název katastrálního území o rozloze 4,93 km2.
Jedná se o západní část původně jedné vesnice, jejíž východní část – Horní Marklovice – patří k Polské republice a je součástí gminy Žibřidovice. Poprvé byly Marklovice, zmiňované už v listině vratislavského biskupství z doby kolem roku 1305, rozděleny na Dolní a Horní v 17. století. V 19. století však tvořily opět jednou obec. K jejímu trvalému rozdělení došlo v důsledku rozdělení Těšínska v červenci 1920. Dolní Marklovice připadly rozhodnutím Konference velvyslanců Československu a byly po druhé světové válce připojeny k Petrovicím u Karviné, zatímco Horní se ocitly na polské straně hranice a jsou samostatnou obcí v rámci gminy Žibřidovice.

## Název
Jméno vesnice bylo původně pojmenováním jejích obyvatel, Marklovici. To bylo odvozeno od německého osobního jména Mark(e)l (domácké podoby jména Markvart) a znamenala "Mark(e)lovi lidé".

## Pamětihodnosti
- Dřevěný kostel Nanebevstoupení Páně
- Socha sv. Jana Nepomuckého
- Krucifix
- Pomník sv. Václava

## Fotogalerie

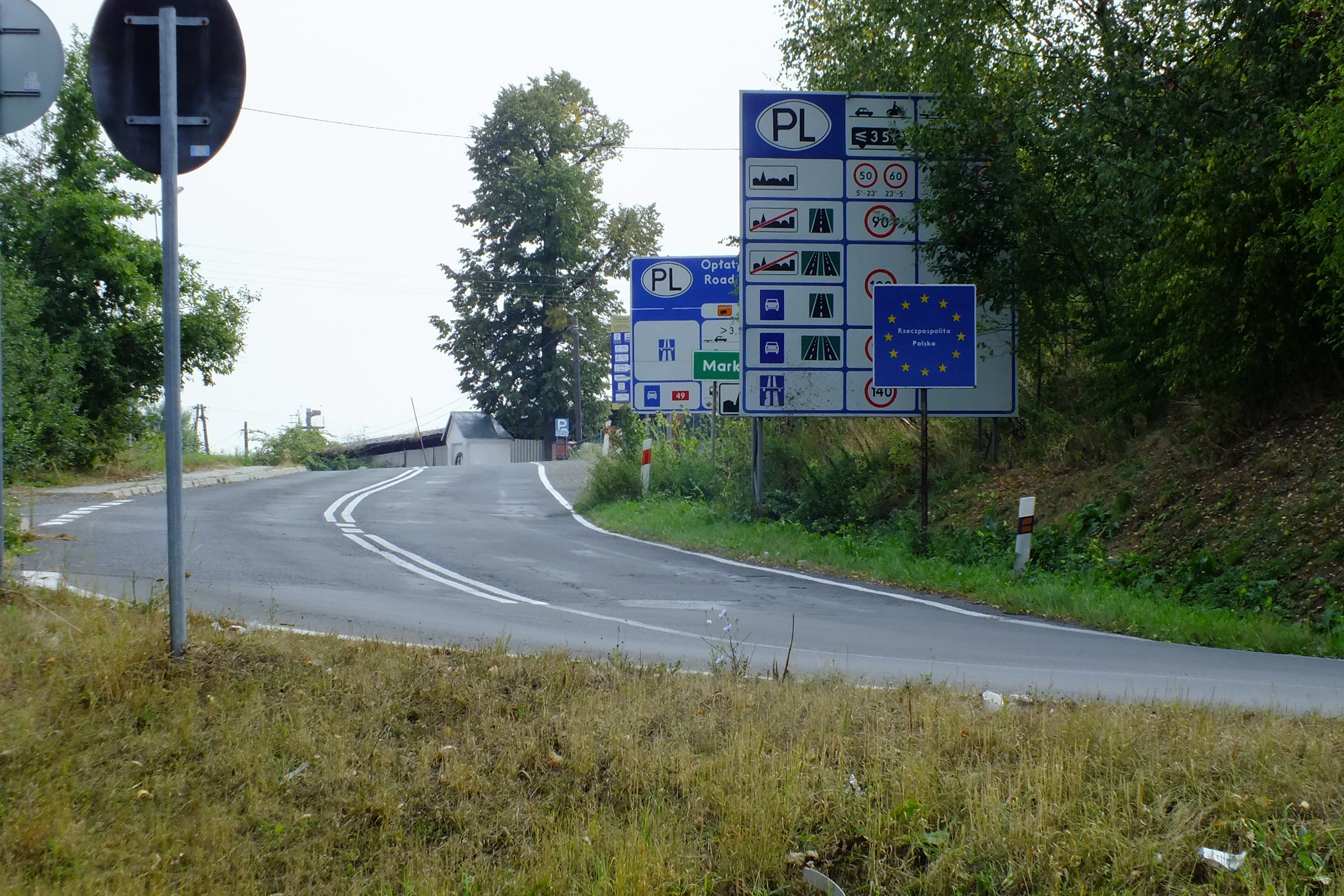
Státní hranice
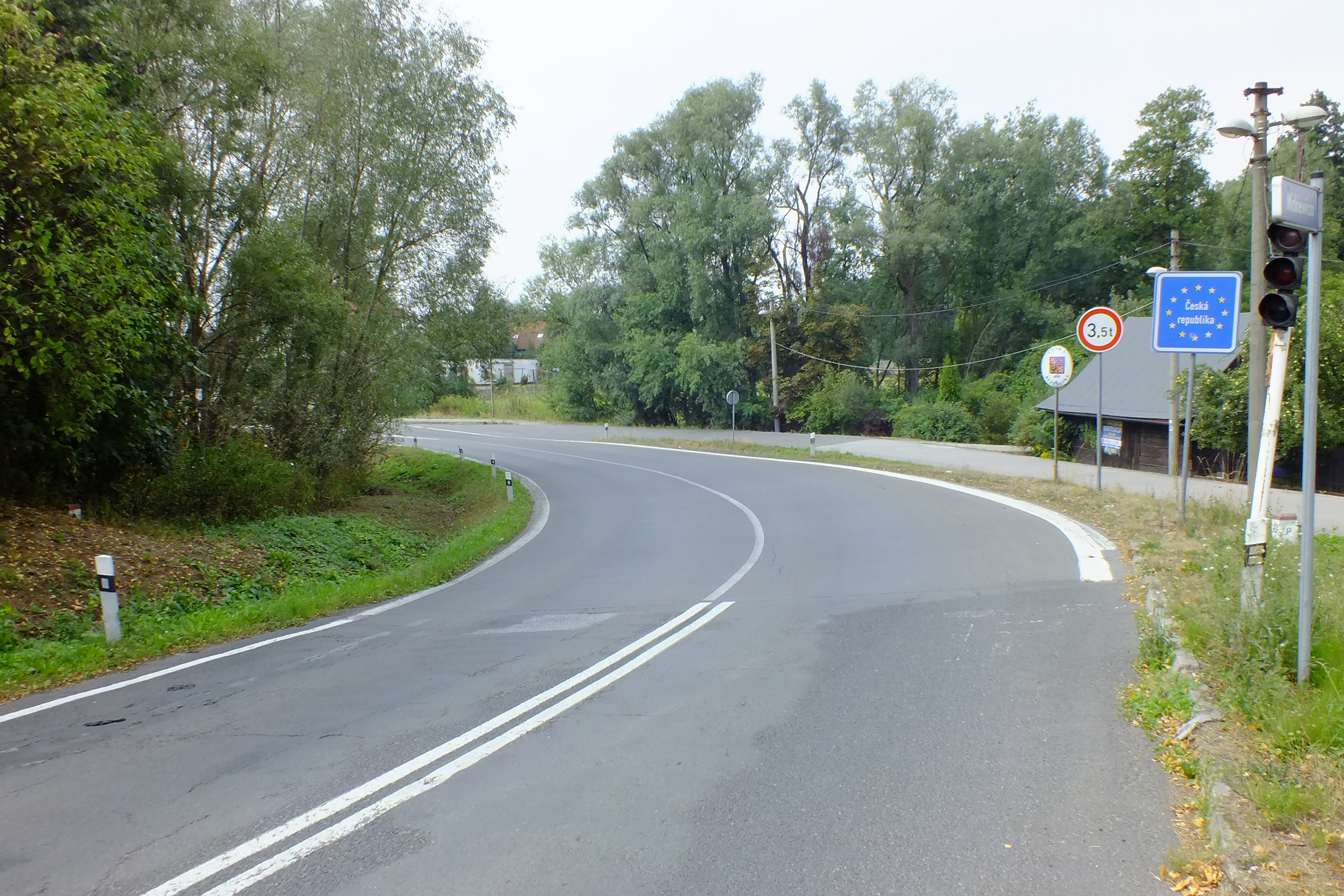
Státní hranice
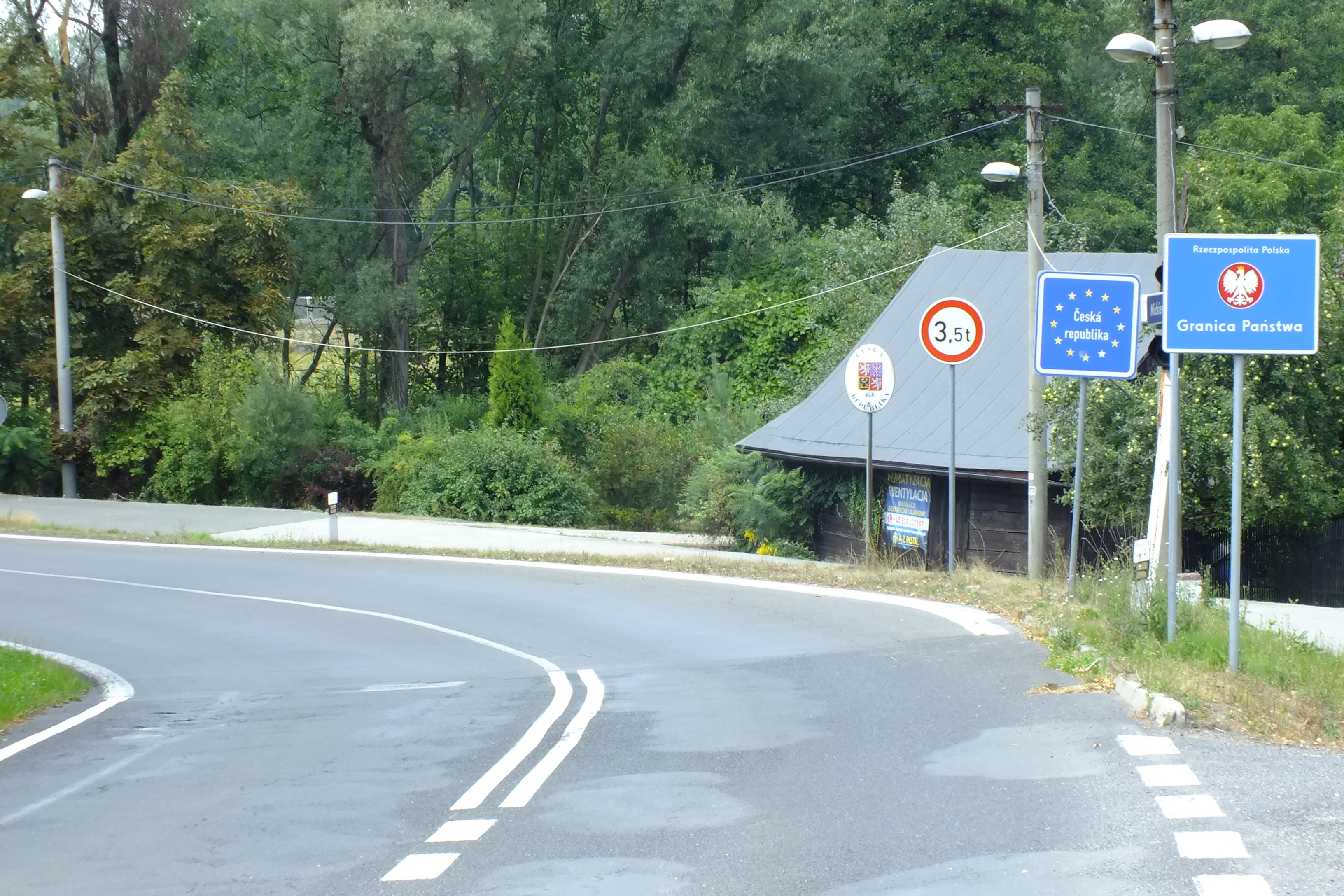
Statní hranice
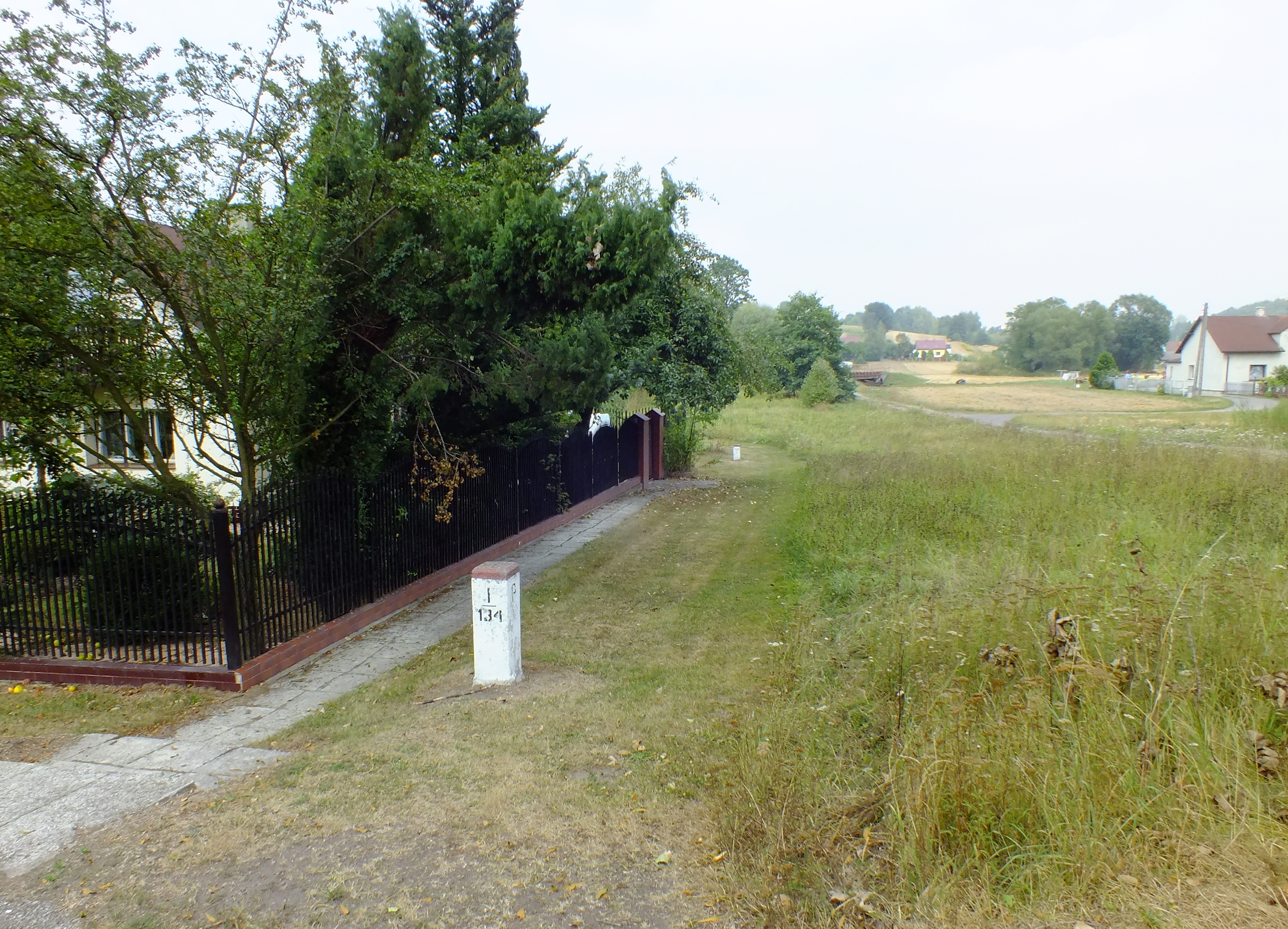
Státní hranice
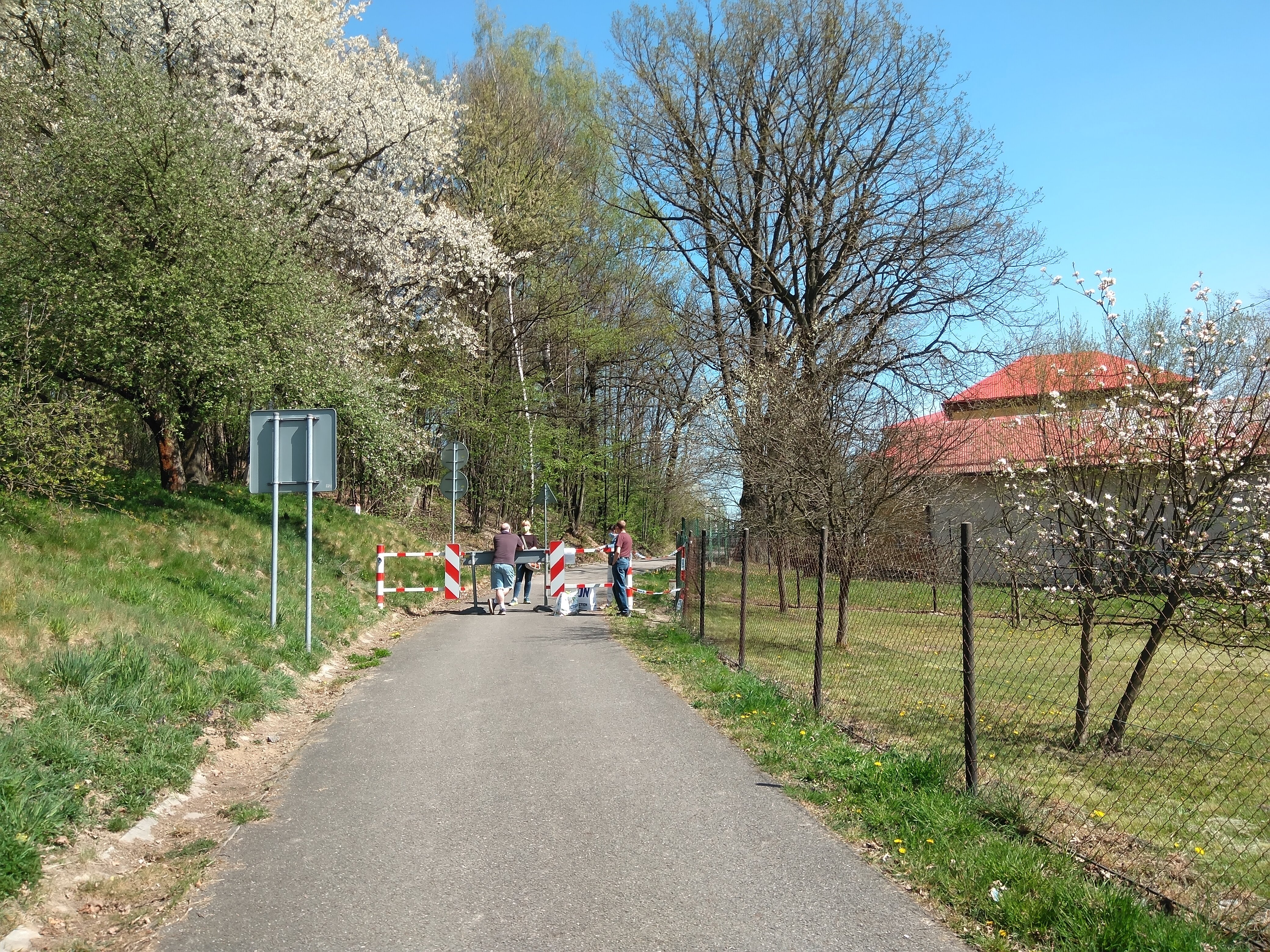
Státní hranice během pandemie covidu-19